# Puzzle Bobble 2
Puzzle Bobble 2 é um jogo eletrônico de combinação de peças desenvolvido e publicado pela Taito, originalmente para arcade, em 1995. Na Europa e na América do Norte, ele foi lançado sob o título Bust-A-Move Again para arcade e Bust-A-Move 2: Arcade Edition para consoles. Nos anos seguintes, foram publicadas versões para PlayStation, Sega Saturn, MS-DOS, Windows, Game Boy, Nintendo 64 e Macintosh. A jogabilidade, apesar de similar à de seu antecessor, adiciona elementos como o modo torneio contra o computador e caminhos ramificados no modo para um jogador.
O jogo recebeu críticas geralmente positivas nas versões para PlayStation, Sega Saturn e Nintendo 64, com elogios à jogabilidade viciante, visual colorido e variedade de conteúdo. No entanto, a versão para Windows foi duramente criticada por problemas técnicos, enquanto a arte de capa norte-americana gerou polêmica por seu tom sombrio, contrastando fortemente com a natureza leve do jogo.

## Jogabilidade
O jogo aprimora o original adicionando uma variação em estilo torneio no jogo para dois jogadores para jogar contra o computador e adicionando um mapa ramificado ao jogo para um jogador, permitindo que o jogador selecione periodicamente um dos dois grupos de cinco níveis para jogar em seguida, levando a diferentes finais. Alguns dos participantes do novo modo torneio são baseados em personagens de Bubble Bobble, incluindo variações de Monsta e Mighta.
Algumas versões do jogo, incluindo a do PlayStation, apresentam competições de contrarrelógio nas quais um único jogador tenta terminar rodadas simples com rapidez suficiente para bater os recordes de tempo anteriores ou dois jogadores tentam simultaneamente derrotar os recordes e um ao outro.
A conclusão do jogo para um jogador dá ao jogador um código que pode ser inserido para desbloquear "Another World" para o modo para um jogador, que apresenta mudanças sutis nos níveis existentes para aumentar sua dificuldade e mudanças em todos os cenários para se assemelharem aos níveis de Bubble Bobble. Os vários inimigos de Bubble Bobble também aparecem no plano de fundo da sequência de créditos.

## Lançamento
Puzzle Bobble 2 foi apresentado pela primeira vez na JAMMA 95, ao lado de Dangerous Curves e Gekirindan, outros jogos também desenvolvidos e publicados pela Taito.
Um relançamento do jogo, baseado em sua versão para Neo Geo, foi publicado pela Hamster Corporation em 2019 para Nintendo Switch, PlayStation 4 e Xbox One em 7 de fevereiro de 2019. Parte da marca Arcade Archives, esta versão é intitulada ACA Neo Geo Puzzle Bobble 2.
Em 2 de fevereiro de 2023, a City Connection publicou a coletânea Puzzle Bobble 2X/BUST-A-MOVE 2 Arcade Edition & Puzzle Bobble 3/BUST-A-MOVE 3 S-Tribute para Nintendo Switch, PlayStation 4, Xbox One e Windows, incluindo a versão americana para arcade e a versão japonesa para consoles de Puzzle Bobble 2, bem como as de Puzzle Bobble 3. Esta coleção adicionou funcionalidades como a possibilidade de voltar no tempo para desfazer um erro, ativar um modo de jogo mais lento, salvar rapidamente ou criar os próprios estágios.

## Recepção

### Crítica
Puzzle Bobble 2 foi recebido de forma geralmente favorável em suas versões para PlayStation, Sega Saturn e Nintendo 64 no ocidente, segundo o agregador de críticas GameRankings.
Um crítico da Next Generation fez uma crítica elogiosa do jogo, chamando-o de "um dos jogos de quebra-cabeça mais viciantes dos fliperamas no momento." Ele elogiou a jogabilidade desafiadora e o truque "fascinante" de fazer as bolhas ricochetearem nas paredes para atingir o ponto certo e concluiu: "é rápido, divertido e, devido à aparência brilhante e inocente do título e à simplicidade despretensiosa, é quase injusto."
Uma breve análise da versão para PlayStation na Next Generation disse que o jogo "certamente agrada, especialmente no modo para dois jogadores." Os quatro críticos da Electronic Gaming Monthly aplaudiram o jogo por sua jogabilidade viciante, sua grande quantidade de conteúdo, a possibilidade de jogadas complicadas, além da combinação de cores tradicional dos quebra-cabeças de ação e a competitividade acirrada do modo para dois jogadores.
Para a PC Zone, Charlie Brooker criticou a versão para Windows como uma conversão ruim, com lentidão, animações desajeitadas, mira instável e alta resolução borrada, recomendando a compra da versão para Game Boy.

#### Prêmios e indicações
A Electronic Gaming Monthly nomeou as versões para Saturn e PlayStation como vice-campeãs de Jogo de Quebra-Cabeça do Ano (atrás de Tetris Attack). O jogo também foi finalista do prêmio "Melhor Jogo de Trivia ou Quebra-Cabeça" da Computer Game Developers Conference em 1996, mas perdeu o prêmio para You Don't Know Jack XL. Em 1996, a GamesMaster classificou o jogo em 20º lugar na lista dos "100 melhores jogos de todos os tempos".

#### Arte de capa norte-americana
Na América do Norte, os anúncios impressos das edições para Saturn e PlayStation apresentavam uma imagem de várias bolas azuis grandes com rostos humanos presos dentro, lamentando em aparente agonia, com bastões brancos forçando seus olhos a ficarem abertos. As fotos da embalagem do jogo no canto inferior direito do anúncio mostram que o lançamento norte-americano do jogo deveria usar a mesma arte de capa do lançamento europeu. Em vez disso, o lançamento norte-americano das edições para Saturn e PlayStation utilizou a arte do anúncio como arte de capa. Essa capa (bem como a arte da capa de Super Bust-A-Move) foi incluída em uma lista publicada pela GameSpy das "Dez Piores Capas", com o jornalista Kevin Bowen escrevendo que as imagens perturbadoras provavelmente assustariam o público-alvo jovem do jogo.
A Cracked.com comparou a discrepância entre a aparência de horror da arte de capa e a atmosfera colorida de Bust-A-Move 2 a "quase o mesmo que substituir a capa de Paw Patrol pela arte conceitual de fatalities de Mortal Kombat considerados perturbadores demais para o jogo final." Para a Cultured Vultures, Ash Bates descreveu os elementos "repugnantes" da capa como "algum tipo de experimento doentio de Laranja Mecânica" e, jocosamente, "uma clara violação das Convenções de Genebra."

### Vendas
No Japão, a Game Machine listou Puzzle Bobble 2 em sua edição de 15 de outubro de 1995 como o quarto jogo de arcade mais bem-sucedido do mês. A publicação também listou a versão Puzzle Bobble 2X em sua edição de 1 de fevereiro de 1996 como o nono jogo de arcade mais bem-sucedido do mês.

No Reino Unido, ele estava entre os dezenove jogos de PlayStation mais vendidos de 1996, de acordo com a HMV.